# Fëdor Šechtel'
Fëdor Osipovič Šechtel', nato Franz Albert Schechtel (in russo Фёдор Осипович Шехтель?; San Pietroburgo, 7 agosto 1859 – Mosca, 7 luglio 1926), è stato un architetto russo, protagonista dell'Art Nouveau in Russia e dell'architettura neorussa.

## Biografia

### Origini e infanzia
Franz Albert Schechtel nacque in una famiglia di ingegneri tedesca di San Pietroburgo, secondo di cinque figli. I genitori erano tedeschi del Volga originari di Saratov. La madre, Dar'ja Karlovna Žegin, proveniva da una famiglia di mercanti di Saratov.
La famiglia si trasferì a Saratov nel 1865 per collaborare con Franz, zio paterno di Franz Albert, impresario edile. I fratelli Franz e Osip, morirono entrambi nel 1867, lasciando la famiglia indebitata, Dar'ja Karlovna fu costretta a mandare i figli in collegio e a trasferirsi a Mosca, dove lavorò per Pavel Tret'jakov. Franz frequentò gratuitamente il seminario cattolico di Saratov e terminò gli studi nel 1875. Ricevette il suo diploma solo nel 1880, quando fu arruolato nell'Esercito imperiale russo, dopo aver goduto dell'esenzione dal servizio militare come seminarista.

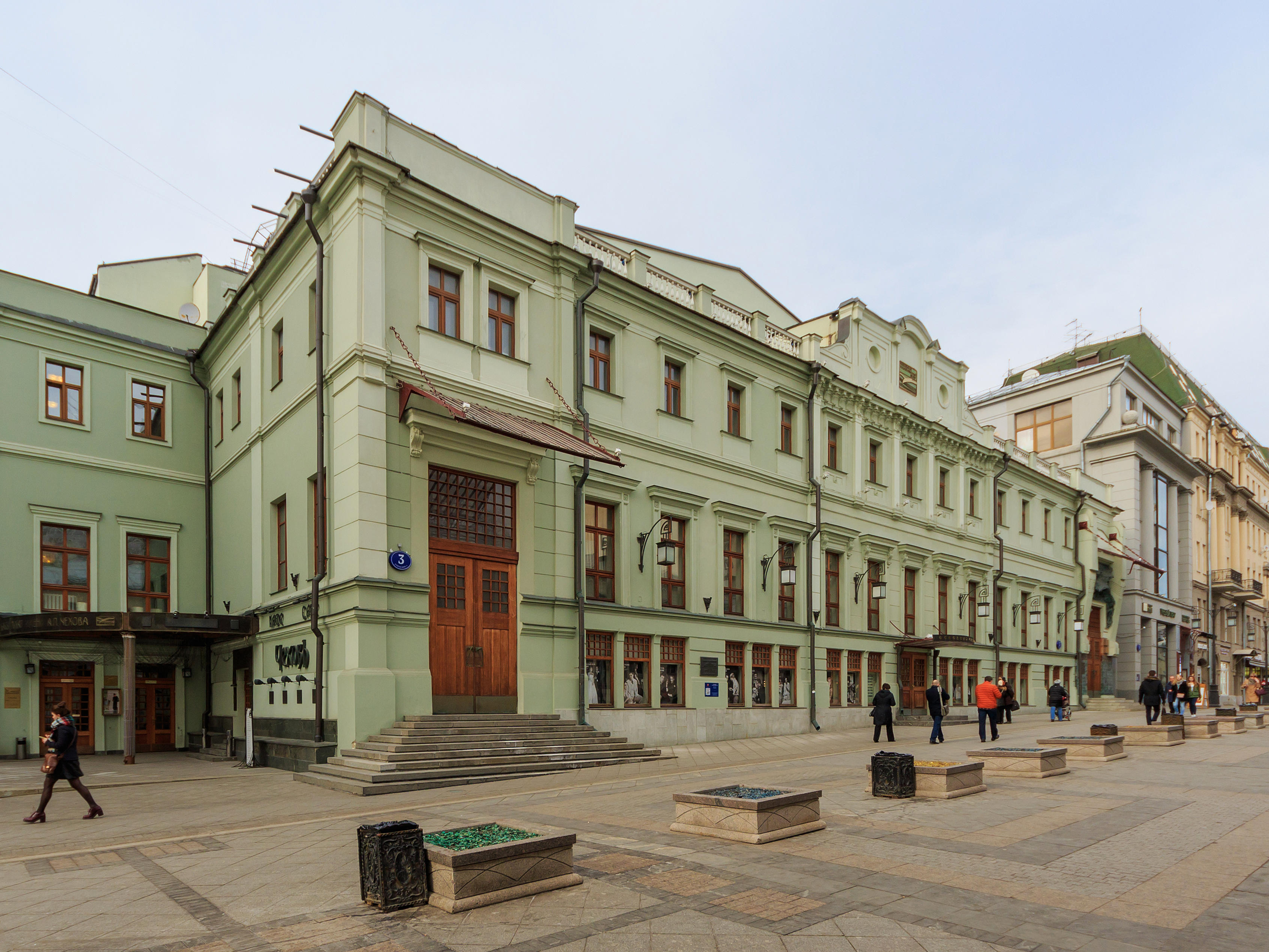
La ricostruzione del Teatro d'arte di Mosca fu il contributo di Šechtel' alla comunità artistica moscovita degli anni 1880, in cui si formò, con interventi di Anna Golubkina e Ivan Fomin

### Un artista emergente
Nel 1875 Šechtel' giunse a Mosca e seguì le lezioni di architettura alla Scuola di pittura, scultura e architettura di Mosca, da cui fu espulso nel 1878 per mancata frequenza. Diciannovenne, si guadagnava da vivere come assistente dell'architetto Aleksandr Kaminskij, un parente di Pavel Tret'jakov, e dipingendo icone, affrescando chiese e realizzando illustrazioni per i giornali. Fu così che entrò in contatto con il drammaturgo Anton Čechov e con suo fratello Nikolaj. Šechtel' illustrò un libro di Čechov nel 1886, e l'autore raccomandò Čechov ad altri clienti. In questo modo si inserì nell'ambiente artistico moscovita e conobbe i facoltosi mecenati che gli commissioneranno edifici, fra cui la famiglia di vecchi credenti Morozov.
Durante gli anni 1880, Šechtel' realizzò molte scenografie teatrali; i suoi disegni di questo periodo sono andati perduti, tranne una piccola parte conservata al Museo Bachrušin di Mosca.

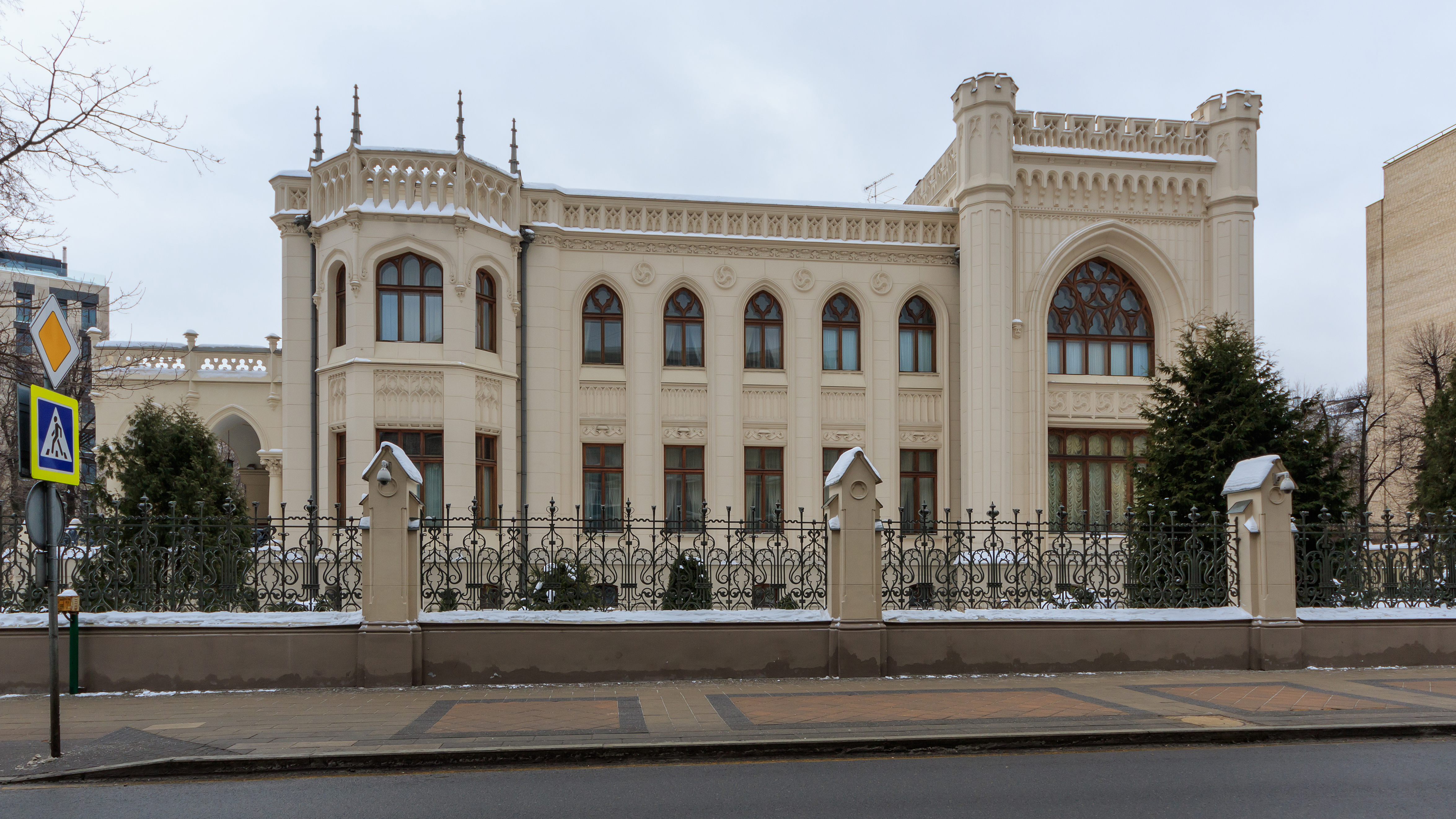
Palazzo di Zinaida Morozova, 1893

### Le prime architetture
Šechtel' ottenne il permesso di costruire edifici nel 1894. I suoi primi progetti, realizzati per Kaminskij, sono spesso attribuiti al solo Kaminskij. Il primo edificio inequivocabilmente di Šechtel' fu la casa di Zinaida Morozova in via Spiridonovka, 1893, famosa per le opere di Michail Vrubel', presenta un intreccio fra gli stili neogotico e romantico. Nello stesso anno portò a termine gli interni del palazzo Charitonenko sulla Sofijskaja Naberežnaja. Il suo stile negli anni 1890 ondeggia tra neogotico e neorusso. Le prime avvisaglie di un'innovativa maturazione stilistica si colgono nella casa Aršinov al n° 32 di via Bol'šaja Ordynka, realizzata nel 1899.

### Art Nouveau

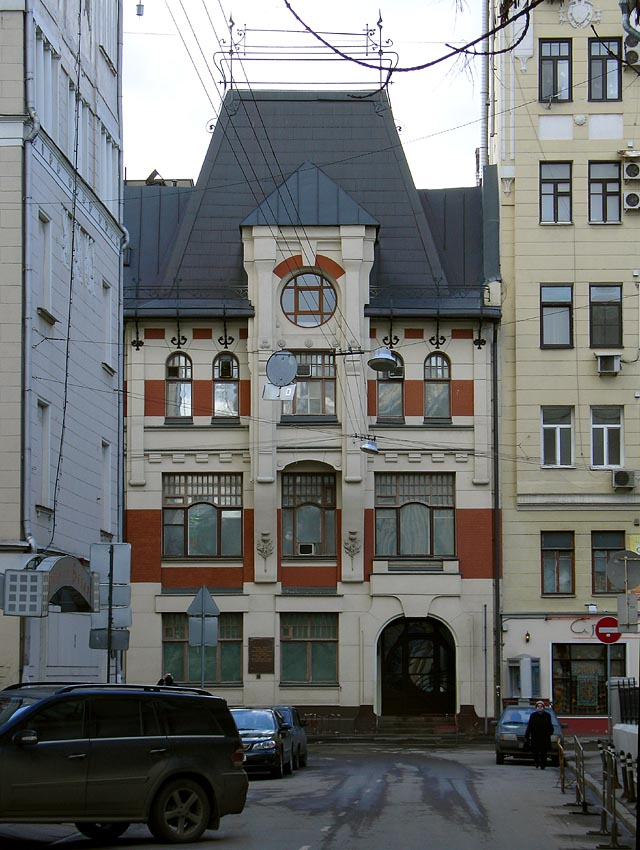
La tipografia Levenson, Mosca (1900)

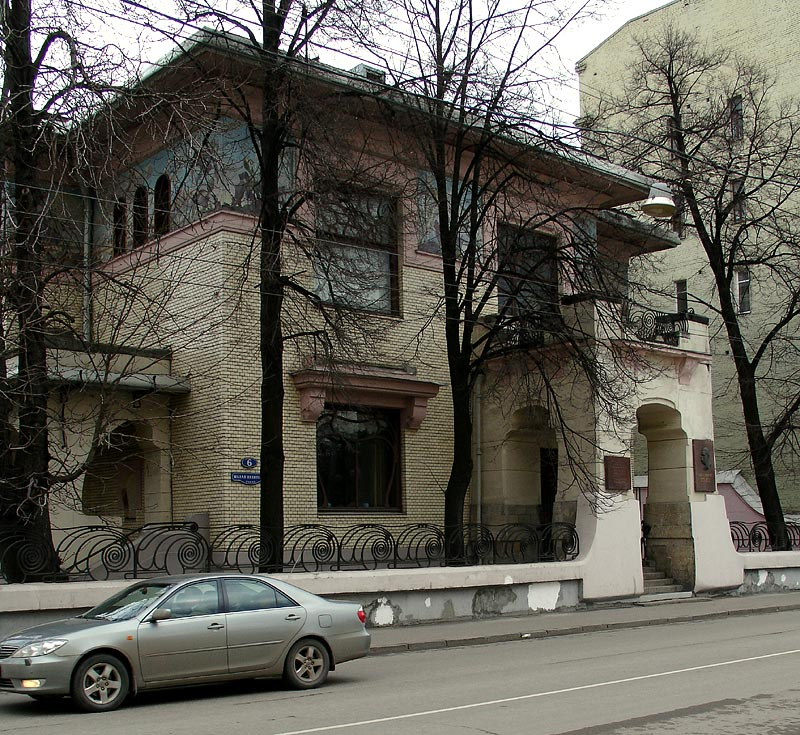
Palazzo Rjabušinskij al n. 6 di Malaja Nikickaja, Mosca (1900)

L'adesione di Šechtel' all'Art Nouveau (più precisamente Архитектура русского модерна, o русский модерн, modernismo russo) si manifesta nell'edificio del 1900 della tipografia Levenson in Trëchprudnyj pereulok, nel ricco quartiere residenziale moscovita di Patriaršie prudy. Patriaršie prudy vedrà in seguito altre opere di Šechtel', fra cui le due case dello stesso architetto del 1896 e del 1910. Šechtel' inizialmente progettò la tipografia secondo i canoni dell'architettura neogotica, ma cambiò idea a metà della costruzione. Il padiglione della casa da tè Popov all'Esposizione universale di Parigi del 1900 gli valse una medaglia d'argento e gli conferì una visibilità internazionale). In patria divenne membro dell'Accademia imperiale di belle arti nel 1902).
Gli anni fra il 1899 e il 1903 furono i più prolifici per Šechtel'. In questo periodo progettò a Mosca:
- 1899: Casa Aršinov (Bol'šaja Ordynka, 32) e uffici (Staropanskij pereulok, 5)
- 1900: Cappella luterana (Starosadskij pereulok, 7)
- 1900: Tipografia Levenson (Trëchprudnyj pereulok, 9)
- 1900: Casa Rjabušinskij (Malaja Nikickaja, 6), che oggi ospita il Museo Gor'kij
- 1901: Casa Derožinskaja (Kropotkinskij pereulok, 7)
- 1901: Albergo "Bojarskij Dvor" e uffici (Staraja ploščad', 8)[5]
- 1901: Condominio Kan (Malaja Nikickaja, 35)
- 1902: Stazione Jaroslavskij (completata nel 1904), la più nota opera di Šechtel' a Mosca
- 1902: Chiesa di San Nicola (Pervaja Tverskaja-Jamskaja, 11), distrutta negli anni 1930[6]
- 1900-1903: Ricostruzione del Teatro d'arte di Mosca[7])
- 1901-1903: Ricostruzione della condominio Smirnov (Tverskoj Bul'var, 18)
- 1903: Banca Rjabušinskij (Birževaja ploščad', 1)

A differenza del suo rivale Lev Kekušev, Šechtel' non optò mai per un unico stile. La stazione Jaroslavskij e la Casa Rjabušinskij rappresentano due stili differenti e pongono le basi della successiva produzione di Šechtel': un Art Nouveau più raffinata e internazionale e l'ultima stagione dello stile neorusso prima della Rivoluzione del 1917.

### Maturità

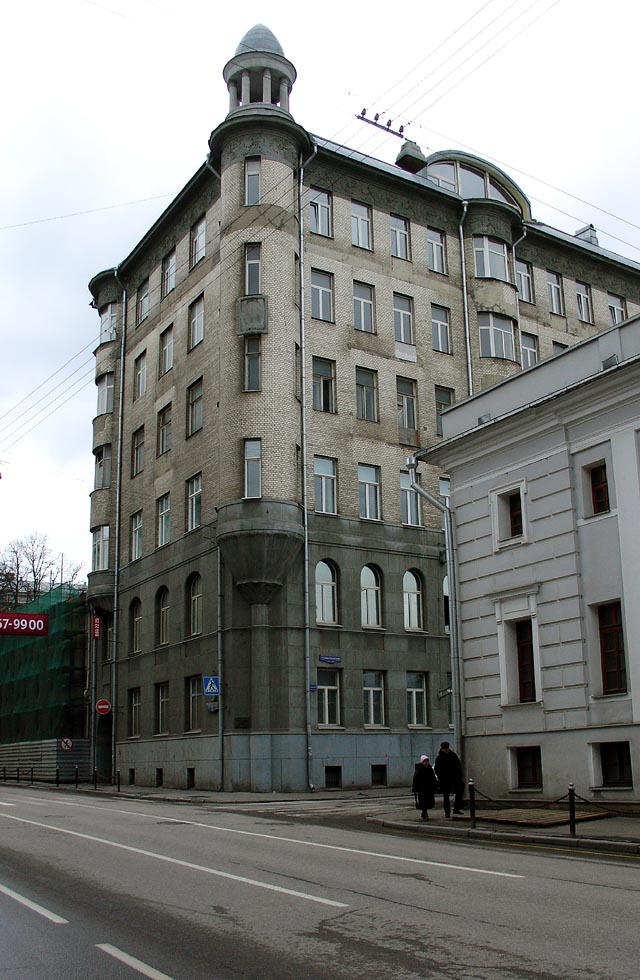
Edificio Šamšin, Mosca, 1909

Dopo la Rivoluzione russa del 1905 il governo abolì tutte le discriminazioni nei confronti dei Vecchi credenti, che poterono commissionare la costruzione di chiese in tutta la Russia. Nel 1909 Šechtel' vinse un concorso per la chiesa di Belokrinickoe Soglasie di Balakovo, finanziata dai fratelli Mal'cev. Šechtel', che era cattolico, si era inserito stabilmente nella comunità dei Vecchi credenti. La chiesa presenta una copertura in forma di prisma a 8 facce, ispirandosi alla chiesa dell'Ascensione di Kolomenskoe a Mosca e all'architettura tradizionale della Russia settentrionale. La chiesa poteva contenere 1200 fedeli, fu terminata nel 1912, ma fu distrutta nel periodo sovietico ed è stata ricostruita dalla Chiesa ortodossa russa).
Dopo il 1905, Šechtel' era celebre per le sue palazzine di uffici, poiché applicava i principi dell'Art Nouveau a strutture in acciaio, come fece nel 1907 per la tipografia Rjabušinskij in Bol'šoj Putinkovskij pereulok, 5 e nel 1909 per gli uffici della Camera di commercio di Bol'šoj Čerkasskij pereulok, 7, edificio quest'ultimo oggi esteticamente compromesso per un infelice intervento sulle vetrature. La ricercata decorazione dell'ultimo piano della Camera di commercio, divenne un segno distintivo del modernismo razionalista.

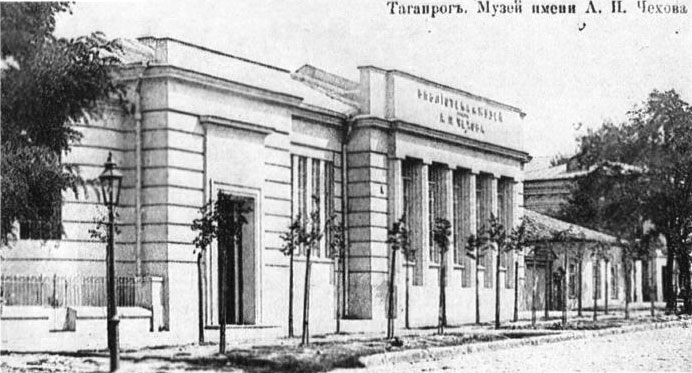
La neoclassica Biblioteca Čechov, Taganrog, 1914

Nel 1909 Šechtel' si rivolse al revivalismo neoclassico, costruendo per sé la sua terza residenza residence sull'Anello dei giardini in puro stile dorico. Incominciò ad accettare un numero maggiore di commesse fuori da Mosca, a Nižnij Novgorod, a Saratov e a Taganrog, dove realizzò la neoclassica Biblioteca Čechov nel 1914. Il rifugio di Vladimir Lenin del 1923-1924, la tenuta neoclassica di Gorki Leninskie (già appartenuta alla famiglia Morozov), fu essa pure un progetto di Šechtel'.

### Morte ed eredità
La Prima guerra mondiale nel 1914 interruppe quasi totalmente la costruzione di nuovi edifici civili per un decennio e mise così termine alla carriera di Šechtel'. L'ultima sua opera prima della Rivoluzione del 1917 fu una chiesa a tenda in legno, nel sobborgo moscovita di Solomennaja Storožka. Šechtel' trasse ispirazione dalle chiese tipiche della zona di Olonec, ad eccezione del campanile integrato nell'edificio, che è raro nell'architettura locale di Olonec. La chiesa fu chiusa negli anni 1930, abbandonata e demolita negli anni 1960; una replica in legno fu costruita fra il 1996 e il 1997. L'unica realizzazione di Šechtel' dopo il 1917 fu il padiglione all'Esposizione agricola panrussa del 1923.
Šechtel' collaborò con diversi studi di progettazione e design, continuò a insegnare all'Università statale moscovita di arti e industria "S. G. Stroganov" e al Vchutemas e prese parte anche al concorso per il Mausoleo di Lenin, ma non costruì più nulla. L'attività edile in Unione sovietica riprese soltanto nel 1926, l'anno della morte di Šechtel'.
Nel 1918 l'architetto fu cacciato dalla sua casa su Bol'šaja Sadovaja e fu costretto a convivere con la figlia Vera Tonkova (nata Šechtel'). Dei quattro figli di Šechtel', due, Vera Tonkova e Lev Žegin — divennero artisti. Šechtel' morì in estrema povertà e fu sepolto al Cimitero di Vagan'kovo.
L'Art Nouveau di Šechtel' fu disprezzato dai critici sovietici che lo definirono putrido formalismo fino all'epoca di Brežnev. Tuttavia, le sue opere pubbliche neorusse, come la stazione Jaroslavskij, che ben rispondevano alla retorica patriottica sovietica, furono dapprima tollerate e poi elogiate. Molte delle sue residenze moscovite furono destinate ad ambasciate straniere, il che ha permesso che si conservassero in buone condizioni all'intero e all'esterno. Anche le sue opere pubbliche, come i teatri e la biblioteca di Taganrog, si conservano in una condizione prossima ai progetti originari. 

## Opere

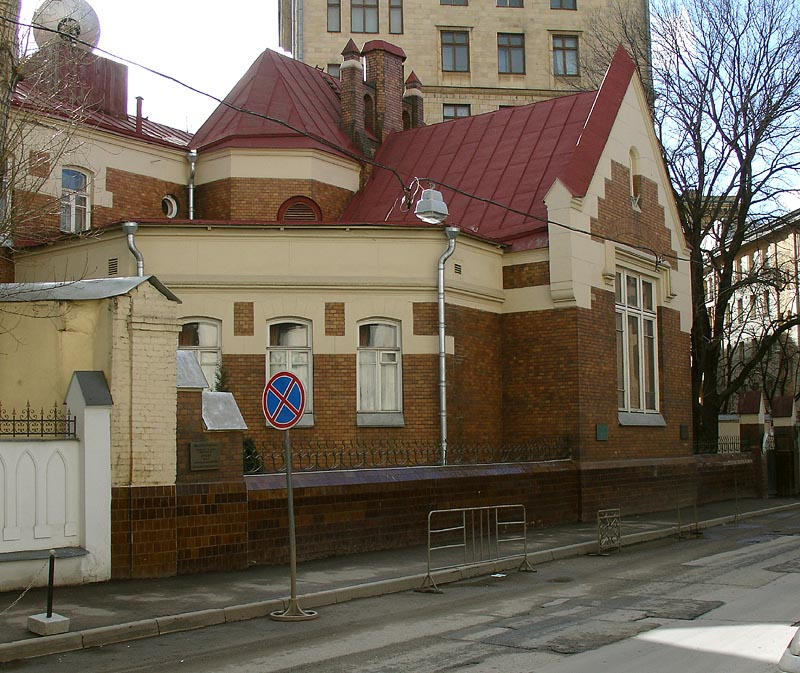
La seconda casa di Šechtel', in Ermolaevskij pereulok, 1896

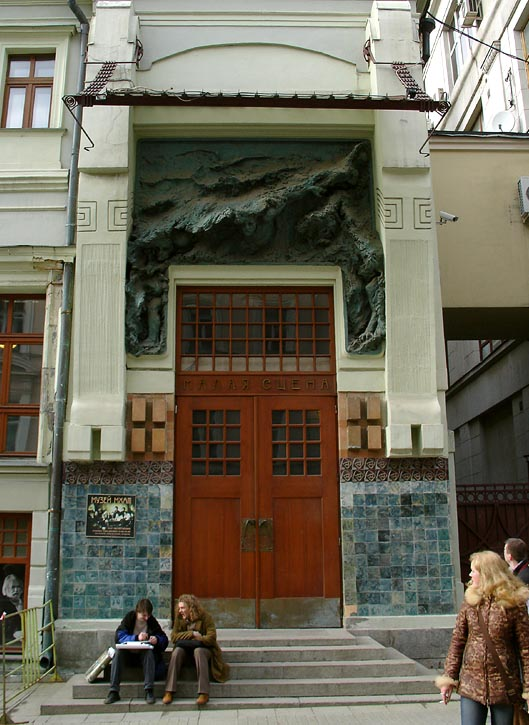
Teatro d'arte di Mosca, ingresso principale, scultura di Anna Golubkina

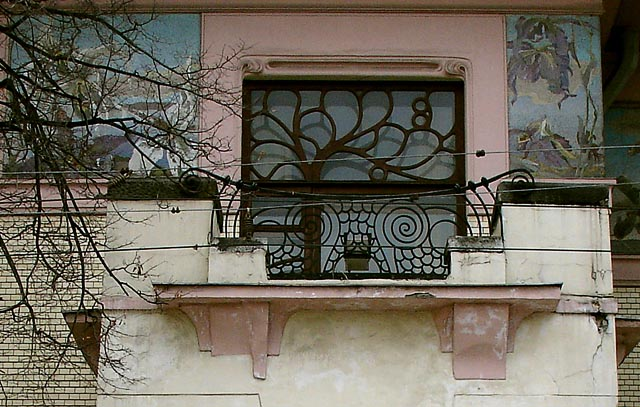
Dettagli della casa Rjabušinskij, 1900

- 1884: Edificio Ščapov (Baumanskaja, 58, Mosca) - assistente di Aleksandr Kaminskij. Prima traccia dell'architettura di Šechtel'.
- 1886: Teatro Paradiso ora Majakovskij (Bol'šaja Nikickaja, Mosca), con Konstantin Terskij
- 1887: (progetto) Chiesa di San Michele arcangelo, Taganrog
- 1889: Prima abitazione privata di Šechtel' (Peterburgskoe (poi Leningradskoe) Šosse, 20, Mosca, demolita nel 1937)
- 1889: Tenute Von Dervis, oblast' di Rjazan'[13]
- 1889: Cappella funebre della famiglia Morozov (Cimitero Rogožskoe, Mosca)
- 1892: Casa Morozov (Kiržač)
- 1890: Tenuta Lukalov (Velikoe, oblast' di Jaroslavl')[14]
- 1891: Tenuta Morozov (Odincovo-Archangel'skoe, vicino a Domodedovo) ricostruita e demolita destroyed[15]
- 1893: Casa di Zinaida Morozova (Spiridonovka, Mosca)
- 1893: Casa Charitonenko, (Sofijskaja Naberežnaja, Mosca)
- 1896: Casa Kuznecov (Prospekt Mira, 43, Mosca)
- 1896: Seconda abitazione privata di Šechtel' (Ermolaevskij pereulok, 28, Mosca)
- 1897: Cappella funebre di Varvara Morozova (Cimitero Preobraženskoe, Mosca)
- 1897: (progetto) Casa del popolo di Sokol'niki, Mosca[16]
- 1899: Cappella funebre Zachar'in (Kurkino, oggi Mosca)
- 1899: Casa Aršinov (Bol'šaya Ordynka, 32, Mosca)
- 1899: Uffici Aršinov (Staropanskij pereulok, 5, Mosca)
- 1900: Cappella luterana (Starosadskij pereulok, 7, Mosca)
- 1900: Casa Rjabušinskij (Malaja Nikickaja, 6), oggi ospita il Museo Gor'kij
- 1900: Chiesa del Salvatore, Ivanovo (stile neobizantino, terminata nel 1903, demolita nel 1937)
- 1900: Casa Mal'cev (Kommunističeskaja, 75, Balakovo)[17]
- 1901: Casa Derožinskaja (Kropotkinskij pereulok, 7, Mosca, oggi ambasciata d'Australia)
- 1901: Padiglione russo all'Esposizione internazionale di Glasgow
- 1901: Albergo "Bojarskij Dvor" e uffici (Staraja ploščad', 8)[5]
- 1901: Condiminio Kan (Malaja Nikickaja, 35, Mosca)
- 1902: Stazione Jaroslavskij (terminata nel 1904)
- 1902: Chiesa di San Nicola (Pervaja Tverskaja-Jamskaja, 11), distrutta negli anni 1930[6]
- 1900-1903: Ricostruzione del Teatro d'arte di Mosca[7])
- 1901-1903: Ricostruzione della condominio Smirnov (Tverskoj Bul'var, 18)
- 1903: Banca Rjabušinskij (Birževaja ploščad', 1)
- 1904: Casa di riposo della scuola Stroganov (24, Mjasnickaja, 24, Mosca)[18]
- 1904?: Casa Charitonenko (Sofijskaja Naberežnaja, 12, Mosca, già casa Gustav List, oggi ambasciata del Regno Unito; in collaborazione con Vasilij Zalesskij
- 1904?: Tomba di Anton Čechov Cimitero di Novodevičij
- 1905: Canonica della chiesa dei Vecchi credenti, (Turčaninov pereulok, 4, Mosca)
- 1906: Casa Levenson ("Teremok", Čobotovskij Proezd, 4, Mosca)
- 1907: Tipografia Rjabušinskij ("Utro Rossii", Bol'šoj Putinkovskij pereulok, 5, Mosca)[8]
- 1907: Casa Patrikeev (Pravoberežnaja, 6, Mosca, ora parte dell'Ospedale N. 1)
- 1908: Teatro d'inverno (Krasnaja, 55, Krasnodar) in collaborazione con Aleksandr Kozlov[19][20]
- 1909: Camera di commercio di Bol'šoj Čerkasskij pereulok, 7[9]
- 1909: Condominio (Pjatnickaja, 13, Mosca)
- 1909: Cinema "Chudožestvennij" Cinema (Piazza Arbatskaja, Mosca)
- 1909: Condominio Šamšin (8/13, Znamenka, 8/13, Mosca)
- 1909: Ospedale Zachar'in (Kurkino, oggi Mosca) in collaborazione con Igor' Grabar'
- 1909: Magazzino della scuola Stroganov (Roždestvenka, Mosca)
- 1909: Seconda abitazione privata di Šechtel' (Bol'šaja Sadovaja, 4, Mosca)
- 1909: Tenuta di Zinaida Morozova, Gorki Leninskie, terminata nel 1914
- 1910: (progetto) Uffici di banca (Nikolskaja, Mosca)
- 1911: Biblioteca Čechov, Taganrog, terminata nel 1914
- 1911: Casa Rukavišnikov (Bol'šaja Pokrovskaja, 39 Nižnij Novgorod, in seguito trasformata in sala da concerto)[21]
- 1912: Palazzo Šaronov (Frunze, 80, Taganrog), oggi sede del Museo dello sviluppo architettonico della città di Taganrog
- 1911: Casa Rejneke (Sobornaja, 22, Saratov)
- 1913: Banca Rukavišnikov (Roždestvenkaja, 23, Nižnij Novgorod)[22]
- 1913: Casa Mindovskaja (Vspol'nyj pereulok, 9, Mosca)
- 1913?: Casa Surošnikov (Samara)[23]
- 1914: Cripta Erlanger (Cimitero Vvedenskoe, Mosca)
- 1914: (progetto) Museo a Nižnij Novgorod[24]
- 1916: Chiesa di San Nicola (Solomennaja Storožka, Mosca, demolita nel 1960)[25]
- 1923: Padiglione del Turkestan, Esposizione pan-russa di Mosca
- 1925: (progetto) Mausoleo di Lenin[26]

## Onorificenze
Gli è stato dedicato l'asteroide 3967 Shekhtelia.

## Bibliografia

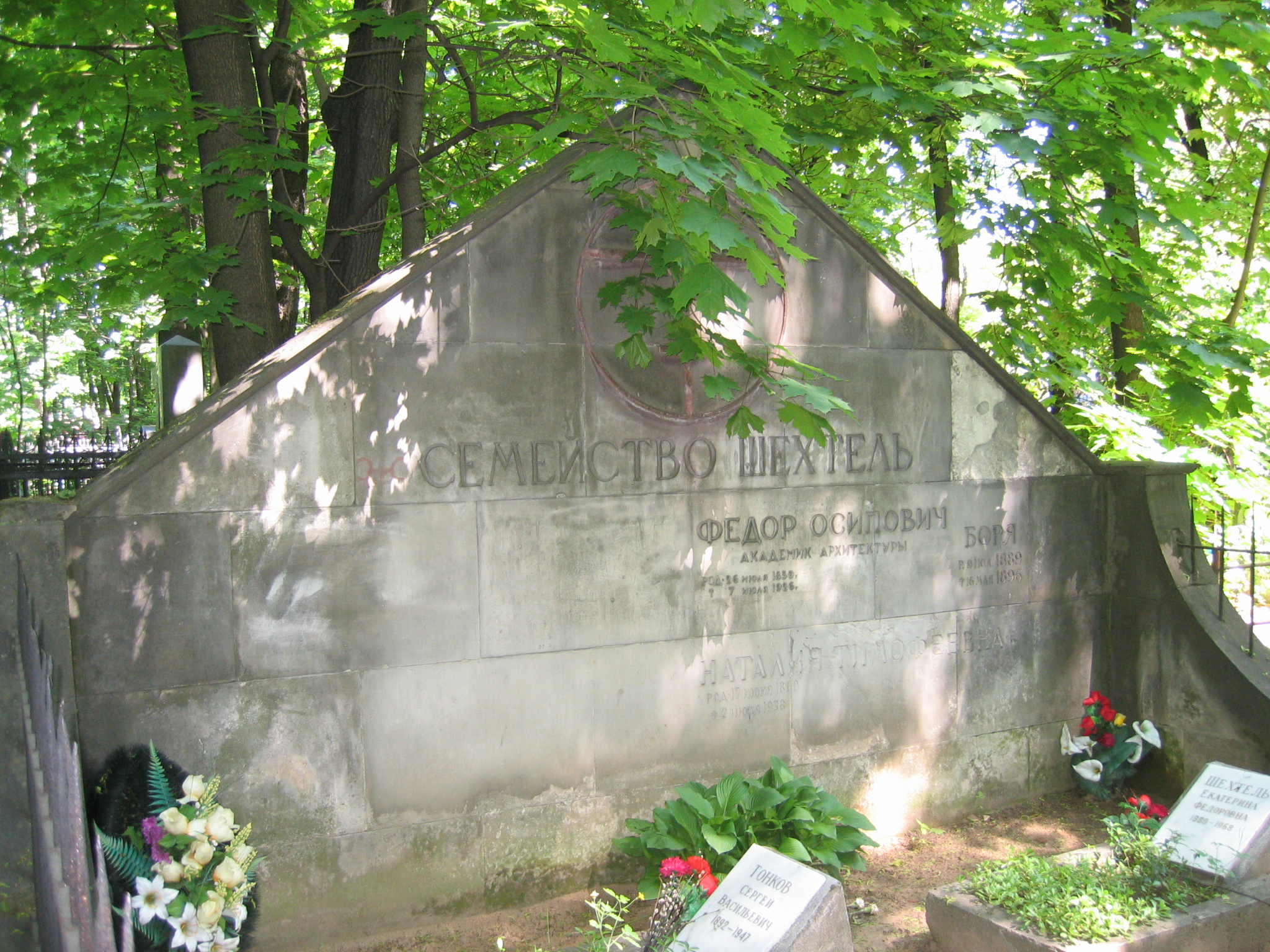
La tomba di Šechtel' al cimitero di Vagan'kovo